# Ephemera traverae
Ephemera traverae is een haft uit de familie Ephemeridae. De wetenschappelijke naam van de soort is voor het eerst geldig gepubliceerd in 1938 door Spieth.
De soort komt voor in het Nearctisch gebied.